# Vallangoujard
Vallangoujard – miejscowość i gmina we Francji, w regionie Île-de-France, w departamencie Dolina Oise.
Według danych na rok 2010 gminę zamieszkiwały 634 osoby, a gęstość zaludnienia wynosiła 86 osób/km².